# بوشو أجرد
بوشو أجرد (الاسم العلمي:Agathosma glabrata) هو نوع من النباتات يتبع جنس البوشو من الفصيلة السذابية.